# Nabój 8 × 50 mm R Mannlicher
Nabój 8 × 50 mm R Mannlicher – XIX-wieczny nabój karabinowy kalibru 8 mm konstrukcji Mannlichera.
W 1867 roku wprowadzono w armii austriackiej broń o oryginalnej konstrukcji zamka, opracowaną przez J. Werndla. Zastosowano w niej ulepszony nabój kalibru 11,15 mm z zapłonem centralnym  i pociskiem ołowianym (nazywany nabojem Werndla). W 1881 roku Mannlicher skonstruował karabin z zamkiem ślizgowo-obrotowym i magazynkiem pudełkowym na 5 sztuk naboi kaliber 11 mm wz. 1877.
W 1886 roku opracowany został nowy nabój kaliber 8 mm. Nabój był elaborowany prochem czarnym, co pozwoliło uzyskać prędkość początkową 530 m/s. W 1890 roku zmieniono proch na nowoczesny – bezdymny przez co wzrosła prędkość początkowa pocisku do 610 m/s. Zasilał on karabin Mannlicher M1890 i M1895, oraz karabin maszynowy Schwarzlose wz. 07/12.
Dno naboju podzielone było za pomocą 4 linii sektorowych na cztery pola. Na godzinie 9 i 3 umieszczony był pełny rok produkcji (np. 1899), na 12 miesiąc produkcji (np. V) a na 6 kod producenta:
- B – Berndorfer Metallwaren Fabrik Artur Krupp, Berndorf
- BMF – Berndorfer Metallwarenfabrik, Berndorf
- C – Berndorf/Niderosterreich Fabrik Cornides, St. Vert/NO
- GA (monogram) – nieznany
- GR (monogram) – Georg Roth, Wiedeń
- K&C – Keller & Company, Hirtenberg
- H – Hirtenberger Patronen – Züdhütchen und Metallwarenfabrik, Hirtenberg
- W – Manfred Weiss, Budapeszt
- SB – Sellier-Bellot, Praga (do 1918 roku)
- stylizowany dwugłowy orzeł – Wollensdorf Munitionsfabrik, Wollensdorf.